# Manruta elingua
Manruta elingua är en fjärilsart som beskrevs av Smith 1903. Manruta elingua ingår i släktet Manruta och familjen nattflyn. Inga underarter finns listade i Catalogue of Life.